# Shenay Perry
Shenay Perry (født 6. juli 1984 i Coral Springs, Florida, USA) er en professionel tennisspiller fra USA. 
Shenay Perry højeste rangering på WTA single rangliste var som nummer 40, hvilket hun opnåede 28. august 2006. I double er den bedste placering nummer 97, hvilket blev opnået 8. december 2003. 